# 琴托拉
琴托拉（義大利語：Centola），是意大利萨莱诺省的一个市镇。总面积47平方公里，人口4958人，人口密度105.5人/平方公里（2009年）。ISTAT代码为065039。